# Henry Harold Welch Pearson
Henry Harold Welch Pearson, född 28 januari 1870 i Long Sutton, Lincolnshire, England, död 3 november 1916 i Kapstaden, var en sydafrikansk botaniker av engelsk härkomst, som främst ihågkommen för att 1913 ha grundat Kirstenbosch National Botanical Garden.
Standardförkortningen H.Pearson används för att ange denna person som författare när man citerar ett botaniskt namn.

## Biografi
Pearson började sin karriär som kemistassistent, men ändrade sina intressen efter att ha deltagit i en föreläsning om växter av Albert Seward i Eastbourne 1892. Han undervisade ett tag och tilldelades ett stipendium till Christ's College, Cambridge 1896, för en grundutbildning i Natural Science Tripos.

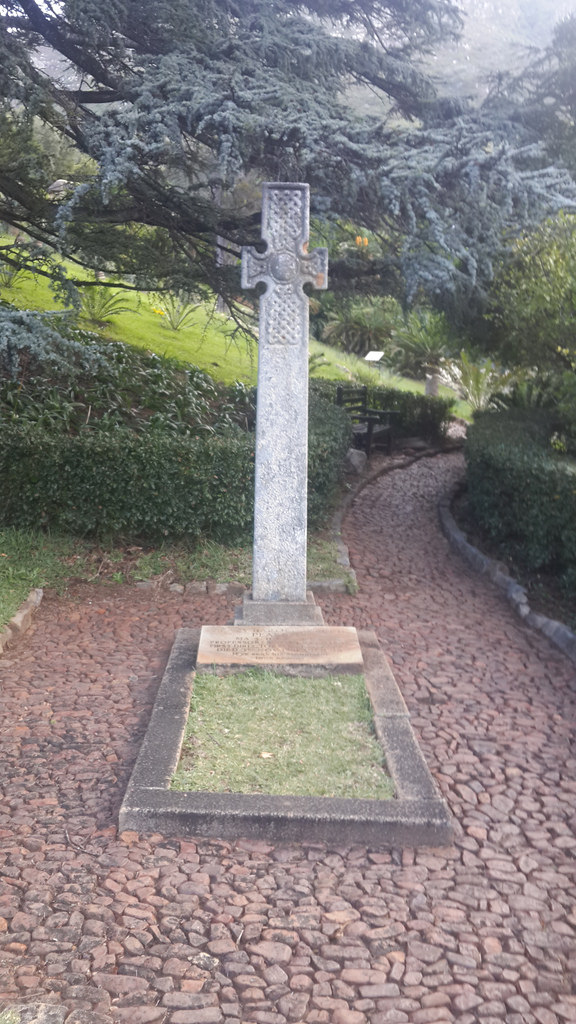
Henry Harold Welch Pearson – viloplats. Kirstenbosch National Botanical Garden

Vid Pearsons död begravdes han i Kirstenbosch, hans epitafium löd "Om ni söker hans monument, se er omkring". Han är ihågkommen i släktet Pearsonia och flera specifika epitet. I 1914 års volym av Curtis's Botanical Magazine är 140 tillägnad hans minne. Harold Pearson-professuren i botanik vid University of Cape Town grundades till hans ära, och HW Pearson Building (hem för botanikavdelningen) är uppkallad efter honom. 

## Karriär och vetenskapligt arbete
Pearson publicerade 1898 två artiklar som handlade om Bowenia spectabilis, en medlem av Stangeriaceae från Australien. Samma år utforskade han patanas (gräsbevuxna högland) i Ceylon i sex månader, efter att ha tilldelats en Worts Travelling Scholars Fund. För denna ekologiska avhandling fick han Walsinghammedaljen från Cambridge, marinbiologen Ernest William MacBride hade varit den första mottagaren 1893. I Cambridge utsågs han till biträdande kurator för herbariet under Harry Marshall Ward. Här engagerade taxonomin hans intresse och han fick ett Frank Smart Studentship. Året därpå började han arbeta vid Royal Botanic Gardens, Kew där han var assistent för Indien. Hans intresse för Verbenaceae ledde till hans beskrivning av familjen för Harvey & Sonders Flora Capensis.

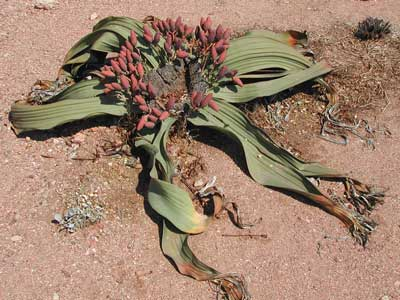
Welwitschia mirabilis – honplanta

År 1903 blev Pearson den första Harry Bolus-professorn i botanik vid South African College. År 1904 begav han sig till Sydvästafrika på den första av flera expeditioner i syfte att studera den monotypiska Welwitschia. Denna expedition avbröts av den första av de så kallade Hererokrigen. År 1907 gjorde han ett andra försök i sällskap med E. E. Galpin som tidigare hade följt med honom på cykadjaktresor till Östra Kapprovinsen. Hans papper om Welwitschias ekologi, morfologi och embryologi ledde 1907 till en cantabrigisk doktorsexamen, vilket i sin tur ledde till en studie av den närbesläktade Gnetum, för vilken han gjorde en insamlingsexpedition till Angola 1909. Under denna tid skrev han en redogörelse om Thymelaeaceae för Flora of Tropical Africa.
Pearson bodde i Kapstaden och var mycket medveten om Kaphalvöns floristiska rikedom och hade blivit en ivrig förkämpe för inrättandet av en botanisk trädgård. Han gjorde en passionerad vädjan till myndigheterna och allmänheten vid sitt presidenttal 1910 till South African Association for the Advancement of Science. Som en följd av detta bildades Botanical Society of South Africa 1912 och en deputation skickades för att göra framställningar till premiärministern Louis Botha. Kampanjen hittade en kraftfull supporter i Sir Lionel Phillips, som introducerade den nödvändiga propositionen i församlingen 1913. Ett område som Cecil Rhodes hade testamenterat till allmänheten, avsattes och Kirstenbosch National Botanical Garden kom till. Pearson utsågs till dess första direktor, med J. W. Matthews som kurator.

## Utmärkelser och hedersbetygelser
- Fellow of the Royal Society
- Fellow of the Linnean Society of London

[Redigera Wikidata]